# حسین نژادی
حسین نژادی (زاده ۲ سپتامبر ۱۹۳۸ بحرین - درگذشته ۲۹ ژوئیه ۲۰۱۳ کوالالامپور) کارآفرین، بانکدار و مدیر اجرایی ایرانی‌تبار متولد بحرین بود، که در سال ۱۹۷۶ ای‌ام‌بانک را تأسیس نمود. این بانک هم‌اکنون پنجمین بانک بزرگ مالزی بشمار می‌آید. نژادی در سال ۲۰۱۳ به طرز مشکوکی به قتل رسید.